# Edit Wahlbeck
Edit Sofia Wahlbeck, född Bergström 21 december 1875 i Åbo, död 14 juni 1932 i Helsingfors, var en finländsk dramatiker.
Wahlbeck var gift med agronomen Ivar Wahlbeck. Hon tog lärarexamen vid Ekenäs seminarium. Hon undervisade därefter i Sjundeå privata folkskola fram till 1907. Hon var grundare av Korsholms ungdomsförening och verkade också som talare och recitatris. Wahlbeck skrev tre dramer under 1910-talet: Hur var fick sin käraste (1910), På landet är bäst (1914) och Ludvéns vattenskräck (1917). År 1922 utkom hon med dramat Tå he smald.